# Renata Berková
Renata Berková (Kroměříž, 24 mei 1975), is een Tsjechische triatlete uit Opava. Ze is drievoudig Tsjechisch kampioene triatlon.
Berková deed in 2000 mee aan de eerste triatlon op de Olympische Zomerspelen van Sydney. Ze behaalde een 29e plaats in een tijd van 2:08.08,37. Vier jaar later op de Olympische Zomerspelen van Athene behaalde ze een 32e plaats in een tijd van 2:11.50,94.
Ze studeerde medicijnen en werkt nu als apotheker.

## Titels
- Tsjechisch kampioene triatlon: 1997, 1999, 2000

## Palmares

### triatlon
- 1995: 4e WK olympische afstand in Cancún - 2:14.20
- 1999: 33e WK olympische afstand in Montreal - 2:00.11
- 2000: 43e WK olympische afstand in Perth
- 2000: 29e Olympische Spelen van Sydney
- 2001: 28e WK olympische afstand in Edmonton
- 2002: 33e WK Olympische triatlon in Cancún
- 2002:  internationale triatlon van Belgrado
- 2003:  internationale triatlon van Zagreb
- 2004: DNF WK olympische afstand in Madeira
- 2004: 32e Olympische Spelen van Athene

- International Standard Name Identifier: 0000 0000 5829 9042
- Nationale Bibliotheek van Tsjechië: xx0082552
- Virtual International Authority File: 85845186